# صداهای ریوی
صداهای ریوی (انگلیسی: Respiratory sounds) صداهایی هستند که از حرکت جریان هوا درریه تولید می‌شوند و هنگام سمع ریه با گوشی پزشکی ممکن است شنیده شوند. این صداها می‌توانند طبیعی یا غیرطبیعی باشند مانند خس‌خس سینه یا ویز که در بیماران آسمی شنیده می‌شود. این صدا ها به دو گروه کلی دمی (قابل سمع هنگام دم) و بازدمی (قابل سمع هنگام بازدم) تقسیم می‌شوند. توصیف و طبقه بندی صداها معمولاً شامل سمع مراحل دمی و بازدمی چرخه تنفسی می شود، با توجه به زیر و بمی (معمولاً کم (200 هرتز)، متوسط یا زیاد (≥400 هرتز)) و شدت (نرم، متوسط) ، بلند یا خیلی بلند) از صداهای شنیده می شود.

## صدا هاي عادي تنفس
صداهای طبیعی تنفس بر اساس محل آناتومیک سمع به عنوان تاولی، برونش وزیکولار، برونش یا تراشه طبقه بندی می شوند. صداهای تنفس طبیعی را می توان با الگوهای مدت صدا و کیفیت صدا همانطور که در جدول زیر توضیح داده شده است شناسایی کرد:

## طبقه‌بندی
| نام                                   | مستمر یا منقطع | Frequency/Pitch                         | دم یا بازدم                | کیفیت                                     | وضعیت همراه                                                                                             | مثال |
| ------------------------------------- | -------------- | --------------------------------------- | -------------------------- | ----------------------------------------- | --- | --- |
| خس‌خس سینه (ویز یا رونکای)             | مداوم          | high (wheeze) or lower (rhonchi)        | expiratory or inspiratory  | whistling/sibilant, musical               | Caused by narrowing of airways, such as in asthma, chronic obstructive pulmonary disease, foreign body. | Wheezing The sound of wheezing as heard with a stethoscope . آیا مشکلی با شنیدن این پرونده دارید؟ راهنمای رسانه را ببینید.                         |
| استریدور                              | مداوم          | high                                    | either, mostly inspiratory | whistling/sibilant, musical               | epiglottitis, foreign body, laryngeal oedema, croup                                                     | Stridor Inspiratory and expiratory stridor in a 13-month child with croup . آیا مشکلی با شنیدن این پرونده دارید؟ راهنمای رسانه را ببینید.          |
| سیاه‌سرفه                              | مداوم          | high                                    | inspiratory                | whoop                                     | pertussis (whooping cough)                                                                              | not available |
| کراکل (aka crepitations or rales)     | غیرمداوم       | high (fine) or low (coarse), nonmusical | inspiratory                | cracking/clicking/rattling                | pneumonia, congestive heart failure                                                                     | Crackles Crackles heard in the lungs of a person with pneumonia using a stethoscope. آیا مشکلی با شنیدن این پرونده دارید؟ راهنمای رسانه را ببینید. |
| Pleural friction rub                  | مداوم          | low                                     | inspiratory and expiratory | nonmusical, many repeated rhythmic sounds | inflammation of lung linings, lung tumors                                                               | not available |
| Hamman's sign (or Mediastinal crunch) | غیرمداوم       |                                         | neither (heartbeat)        | crunching, rasping                        | pneumomediastinum, pneumopericardium                                                                    | not available |

## ساير آزمايشات سمع
پکتوریلوکویی، ایگوفونی و برونکوفونی آزمونهای سمع هستند که از پدیده رزونانس صوتی استفاده می کنند. پزشکان می توانند از این تست ها در طول معاینه فیزیکی برای غربالگری بیماری پاتولوژیک ریه استفاده کنند. به عنوان مثال، در زبان زمزمه‌ای، فردی که مورد معاینه قرار می‌گیرد، یک عدد دو هجایی را زمزمه می‌کند، در حالی که پزشک به میدان‌های ریه گوش می‌دهد. زمزمه به طور معمول از روی ریه ها شنیده نمی شود، اما اگر شنیده شود ممکن است نشان دهنده تحکیم ریه در آن ناحیه باشد. این به این دلیل است که صدا در محیط های متراکم تر (مایع یا جامد) متفاوت از هوایی است که معمولاً باید در بافت ریه غالب باشد. در egophony، شخصی که مورد معاینه قرار می گیرد به طور مداوم با صدای بلند انگلیسی صحبت می کند. ریه ها معمولاً پر از هوا هستند، اما اگر یک جزء جامد غیر طبیعی به دلیل عفونت، مایع یا تومور وجود داشته باشد، فرکانس های بالاتر صدای "E" کاهش می یابد. این صدای تولید شده را از صدای بلند "E" به صدای بلند "A" (/eɪ/) تغییر می‌دهد.